# Moschea Ebu Beker
La moschea Ebu Beker (in lingua albanese Xhamia Ebu Beker) si trova a Scutari, nel nordest dell'Albania. Storicamente la moschea ebbe un ruolo di primo piano come accademia e centro di studio, attraendo studiosi e teologi islamici di primo piano.

## Galleria d'immagini

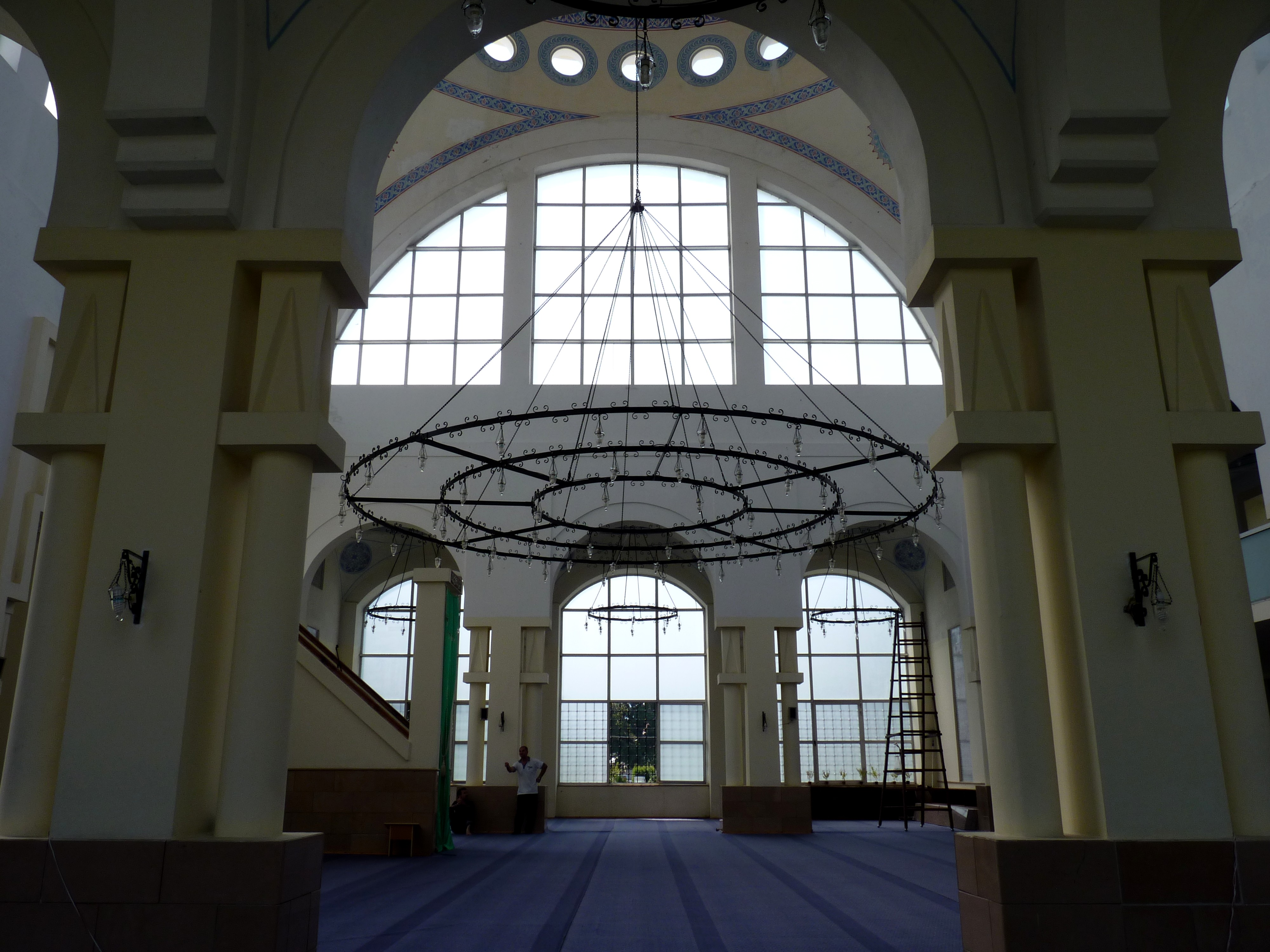
Interno della moschea
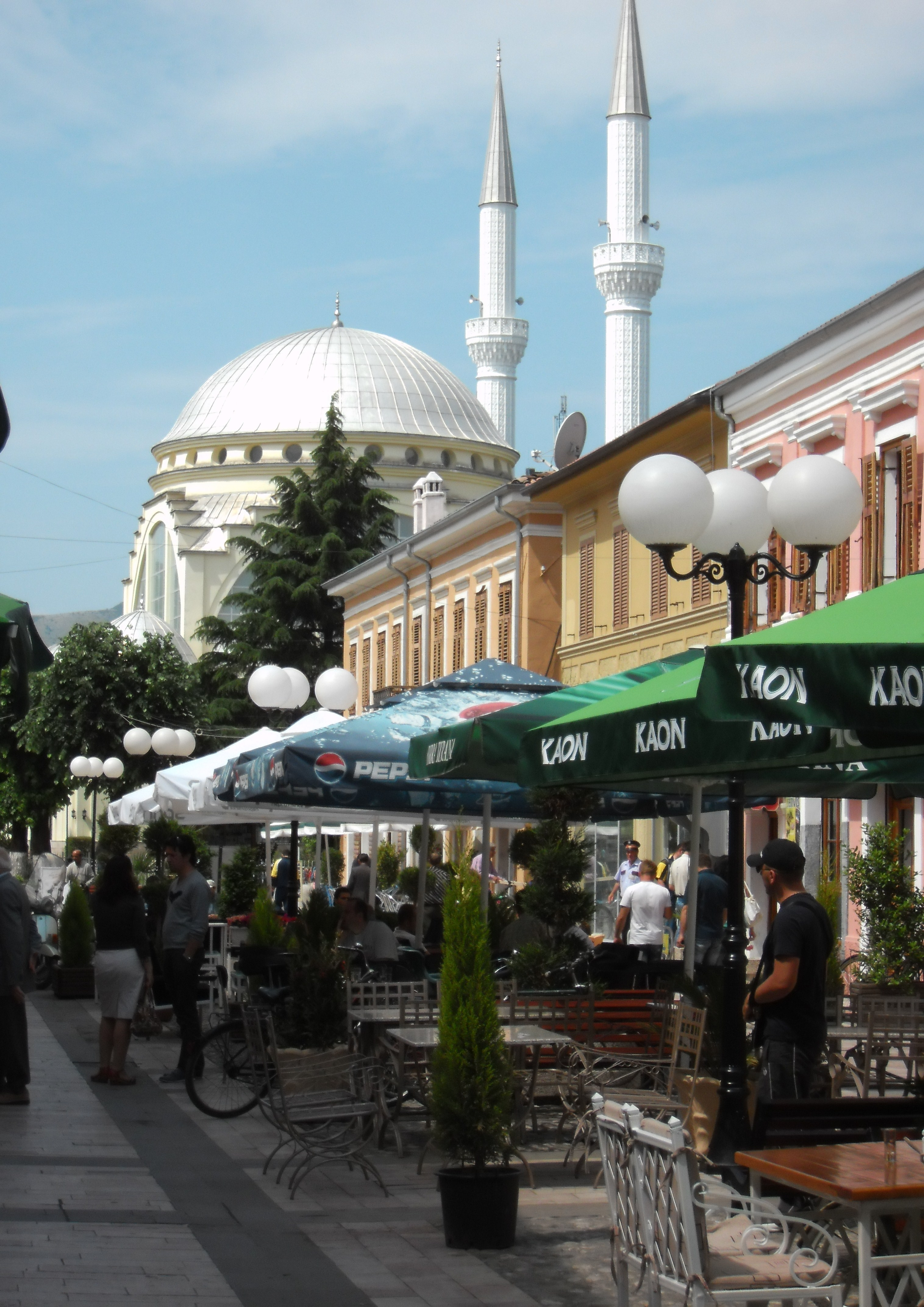
Vista da Rruga Kole Idromeno